# Mokran Video
Mokran Video (hangul: 목란 비데오; rr: Mongnanbideo; lit. "Magnólia Vídeo") é uma empresa norte-coreana fundada em dezembro de 1992. A empresa detém os direitos autorais de todas obras audiovisuais da Coreia do Norte e é responsável por suas distribuições e vendas, além da distribuição de conteúdo internacional dentro do país.

## Sobre
A Mokran Video foi fundada em Dezembro de 1992, sob organização de Kim Il Sung. A empresa ficou como responsável por produzir todos os conteúdos midiáticos do país, sendo suas produções mais populares as obras de artes cênicas, como músicas e filmes.
Na década de 2000, DVDs educacionais, cursos de línguas estrangeiras para crianças e adolescentes e mídias contendo as recentes conquistas econômicas e tecnológicas do país foram introduzidas. Em maio de 2006, sob direção de Kim Jong Il, à época líder do país, uma nova fábrica da Mokran Video foi aberta, automatizando boa parte do processo de fabricação e fazendo com que o país produzisse milhares de mídias diariamente. Em 2012, somente na cidade de Pyongyang, haviam cerca de 50 pontos de vendas da empresa, sabendo-se que há pontos em diferentes partes do país, mas o número total de lojas é desconhecido.
As mídias mais comuns a serem encontradas são nacionais. Entretanto, é também possível encontrar conteúdo produzido em outros países, mais comumente, produzidos na China, Rússia, Alemanha, Bulgária, Romênia e Cuba. Entretanto, é também possível encontrar conteúdo de outros países, inclusive dos Estados Unidos e do Reino Unido.

## Controvérsia
A empresa foi acusada de distribuição não autorizada de filmes internacionais, inclusive mídias ocidentais, como filmes da Disney. A Disney, quando questionada, recusou-se responder. Em uma entrevista, a Embaixada Russa em Pyongyang afirmou que "é errado pensar que os cidadãos da Coreia do Norte estão vivendo em completo isolamento do mundo exterior", e exibiu a imagem de um estande em que estavam disponíveis para venda diversos filmes ocidentais, como Cinderela, O Rei Leão, Tarzan, A Bela e a Fera, documentários produzidos pela BBC e até shows de bandas nacionais apresentando músicas de filmes estrangeiros, como a Banda Moranbong apresentando músicas da Disney e a Band Samjiyeon apresentando a música tema do filme Kung Fu Panda durante um show de ano-novo.